# 굿 스마일 컴퍼니
주식회사 굿 스마일 컴퍼니(일본어: 株式会社グッドスマイルカンパニー, 영어: Good Smile Company, Inc.)는 일본의 장난감 제조및 판매 회사이다.

## 개요
반프레스토의 사원이었던 아키 타카노리(일본어: 安藝貴範)가 2001년에 이벤트 회사 소개·탤런트 사무소로 창업. 원래는 낚시 도구점 필드숍 「조시(釣侍)」의 운영도 하고 (현재는 자본 관계는 떨어짐), 그 후 맥스의 보좌 업무를 거쳐 하비 산업을 사업의 핵심으로 자리 잡아 현재는 장난감 인형의 기획·제작·생산·판매 외에 액세서리·잡화의 기획·제작·생산·판매 장난감 인형·잡화·액세서리의 판매 계약 등을 실시하고 있다.
피겨린은 자사 제품 이외 기관 업무로 맥스, 알터, FREEing, 카이요도(리볼텍 SFO만) 등 각사의 상품을 취급하고 있다. 특히 맥스는 오랫동안 보좌 업무와 판매 계약을 다녀온 것으로는 관계가 깊고, 원더 페스티벌을 비롯한 각종 전시회 및 이벤트는 맥스와 공동으로 출전하고 있으며, 본사도 2012년 6월까지 지바현 마츠 도시에서 같은 해 7월부터는 도쿄 스카이 트리 이스트 타워의 같은 층에 두고 있다.
자사 제품의 개발 및 안내 정보 등을 여직원의 눈에서 어필하는 형태의 ‘미카탄 블로그’‘아사논(あさのん) 블로그 (현재는 종료)’라는 홍보 블로그를 배포 관련 업체에도 적극적으로 블로그를 소유하게 정보의 광범위한 발신을 촉구 해왔다. “사용자와 발 맞추는 형태”의 경영 방침은 동 계열의 회사의 맥스 사장, MAX 와타나베의 “업계 최고의 취미 좋다”가 사내에 침투 한 까닭이라고도 한다.

## 같이 보기
- 넨드로이드
- 피그마